# Marcin Urbaś
Marcin Krzysztof Urbaś (ur. 17 września 1976 w Krakowie) – polski lekkoatleta, specjalizujący się w biegu na 200 metrów, a także wokalista.

## Życiorys

### Wykształcenie
Uczył się w Szkole Podstawowej nr 52 w Krakowie, Sportowej Szkole Podstawowej nr 91 w Krakowie (profil lekkoatletyczny) oraz w Technikum Poligraficzno-Księgarskim w Krakowie. Studia w zakresie wychowania fizycznego ukończył na Akademii Świętokrzyskiej w Kielcach.

### Kariera sportowa
Karierę rozpoczynał w klubie SKS Kusy Kraków, by następnie automatycznie dołączyć AZS-AWF Kraków. Krakowski klub reprezentował do 2002, by zmienić go na kolejne 2 sezony w KKS Warszawianka. Następnie przeniósł się do KKL Kielce. W 2008 występował jeszcze w barwach AZS-AWF Poznań, a na sezon 2009 podpisał umowę z AZS AWF Gorzów, w którego barwach już nie wystartował, kończąc karierę sportową.
Do jego największych sukcesów należą medale Halowych Mistrzostw Europy – w Wiedniu w 2002 zdobył złoto, w Madrycie (2005) brąz. Był ponadto mistrzem Uniwersjady (Pekin 2001) i finalistą Mistrzostw Świata 1999 (5. miejsce) oraz Halowych Mistrzostw Świata 2004 (6. miejsce). W składzie sztafety sprinterskiej 4x100 m zdobył srebrny medal Mistrzostw Europy w Monachium (2002). Wielokrotnie reprezentował Polskę w Pucharze Europy; wygrał konkurencję 200 m w 1999, zajmował 2. miejsce w 2002 i 2004, a 3. miejscem w 2001 przyczynił się do zdobycia przez polską ekipę Pucharu.
Był mistrzem Polski na 200 m w latach 1998–2001 i w 2004 oraz na 100 m w 2002, w 1999 i 2004 zdobył złote medale mistrzostw kraju w sztafecie 4 × 100 metrów. 7-krotnie zdobywał tytuł mistrza Polski w hali (60 m – 2002, 200 m – 1998−1999, 2003–2005, 2008). Ustanowił rekord Polski na 200 m zarówno na otwartym stadionie (19,98 s. na Mistrzostwach świata w Sewilli 1999, jest drugim w historii białym sprinterem który złamał barierę 20 sekund), jak i w hali (20,55 s. na Halowych Mistrzostwach Europy w Wiedniu 2002).
W 2008 został uznany drugim lekkoatletą lutego w Europie w plebiscycie EAA. W kwietniu 2009 ogłosił zakończenie kariery. W 2016 założył Akademię Lekkoatletyczną Marcina Urbasia.

### Rekordy życiowe

#### na stadionie
- bieg na 100 metrów – 10,30 s. – 2 lipca 1999, Kraków
- bieg na 150 metrów – 15,16 s. (rekord Polski) – 2002[6], Bielsko Biała (przy silnym przeciwnym wietrze -1,9 m/s, ulewny deszcz)
- bieg na 200 metrów – 19,98 s. (rekord Polski)[7] – 25 sierpnia 1999, Sewilla (wiatr 1,7 m/s)
- bieg na 300 metrów – 31,77 s. – 1999 (pomiar ręczny)

#### w hali
- bieg na 60 metrów – 6,70 s. – 16 lutego 2002 – Spała
- bieg na 200 metrów – 20,55 s. (halowy rekord Polski) – 1 marca 2002 – Wiedeń

### Kariera muzyczna
Niezależnie od sukcesów lekkoatletycznych zajmował się muzyką, jako wokalista deathmetalowego zespołu Sceptic. Udzielił głosu na pierwszej, trzeciej i czwartej płycie. Był także autorem tekstów na drugim albumie tej formacji – Pathetic Being (2001). Ponadto nagrał singel „Musisz być pierwszy” z Patrycją Markowską, a także utwór „Kosmos” z Liberem.
Dyskografia
- Sceptic – Blind Existence (1999, Mystic Production)
- Patrycja Markowska, Marcin Urbaś – Musisz być pierwszy (2000, Universal Music Polska)[9]
- Sceptic – Unbeliever’s Script (2003, Candlelight Records)
- Mutilation – Conflict Inside (2004, Adipocere Records, gościnnie)[10]
- Sceptic – Internal Complexity (2005, Mystic Production)
- Liber – Duety (2013, EMI Music Poland, gościnnie)[11]
- Sceptic – Nailed To Ignorance (2022, Szataniec)

### Pozostałe przedsięwzięcia
Po zakończeniu kariery sportowej zaczął prowadzić solarium w Poznaniu. W 2010 uczestniczył w dziesiątej edycji programu rozrywkowego TVN Taniec z gwiazdami, a także został prezenterem i dziennikarzem sportowym telewizji WTK.